# Arthur L. Todd
Arthur L. Todd (West New York, Nova Jérsei, 12 de fevereiro de 1895 – Oceanside, Nova Iorque, 28 de agosto de 1942) foi um diretor de fotografia norte-americano, cujo trabalho inclui Hot Saturday (1932), I've Got Your Number (1934) e You're in the Army Now (1941).

## Filmografia parcial
- The Isle of Lost Ships (1923)
- Gold Heels (1924)
- Skinner's Dress Suit (1926)
- One Hysterical Night (1929)
- The Forward Pass (1929)
- Loose Ankles (1930)
- Thus is Life (1930)
- What a Man! (1930)
- Monkey Business (1931)
- Million Dollar Legs (1932)
- Hot Saturday (1932)
- She Had to Say Yes (1933)
- Wild Horse Mesa (1932)
- Elmer, the Great (1933)
- Wild Boys of the Road (1933)
- Ever in My Heart (1933)
- College Coach (1933)
- I've Got Your Number (1934)
- Miss Pacific Fleet (1935)
- The Florentine Dagger (1935)
- Broadway Hostess (1935)
- Marry the Girl (1937)
- Sh! The Octopus (1937)
- The Singing Marine (1937)
- Going Places (1938)
- South of Suez (1940)